# فرانزيسكا تروجنر
فرانزيسكا تروجنر (بالألمانية: Franziska Troegner )‏ (و. 1954  م) هي ممثلة مسرحية، وممثلة أفلام ألمانية، ولدت في برلين.

## وصلات خارجية
- فرانزيسكا تروجنر على موقع IMDb (الإنجليزية)
- فرانزيسكا تروجنر على موقع قاعدة بيانات الأفلام العربية
- فرانزيسكا تروجنر على موقع ألو سيني (الفرنسية)
- فرانزيسكا تروجنر على موقع ميوزك برينز (الإنجليزية)
- فرانزيسكا تروجنر على موقع أول موفي (الإنجليزية)
- فرانزيسكا تروجنر على موقع قاعدة بيانات الأفلام السويدية (السويدية)
- فرانزيسكا تروجنر على موقع ديسكوغز (الإنجليزية)
- فرانزيسكا تروجنر على موقع قاعدة بيانات الفيلم (الإنجليزية)
- فرانزيسكا تروجنر على موقع كينوبويسك (الروسية)